# Весільні дзвони (фільм, 1968)
«Весільні дзвони» — радянський двосерійний телефільм-кіноповість 1967 року, знятий режисером Ісааком Шмаруком на Кіностудії ім. О. Довженка.

## Сюжет
Телефільм розповідає про молодих будівельників, які приїхали до Сибіру обживати цей суворий край.

## У ролях
- Лев Пригунов — Веня
- Галина Сполуденна — головна роль
- Валерія Заклунна — Тося
- Михайло Кузнецов — батько Вені
- Леонід Бакштаєв — Венделовський
- Алім Федоринський — Вагін
- Агафія Болотова — епізод
- Олександр Мілютін — епізод
- Олександр Парра — розвідник
- Геннадій Ялович — начальник
- Борис Зайденберг — Гуревич
- Олена Тяпкіна — Софія Назарівна
- Лев Перфілов — «Філін»
- Олександр Толстих — Алі Баба
- Іван Симоненко — епізод

## Знімальна група
- Режисер — Ісаак Шмарук
- Сценарист — Валентин Селіванов
- Оператор — Василь Курач
- Композитор — Модест Табачников
- Художник — Петро Слабинський